# كبر الكريات
كبر الكريات هي حالة تكون فيها خلايا الدم الحمراء أكبر من الحجم الطبيعي. تُعرَّف هذه الخلايا المتضخمة، والمعروفة أيضًا باسم الخلايا الكبيرة، بحجم الكريات المتوسطة (MCV) الذي يتجاوز النطاق المرجعي العلوي الذي حدده المختبر ومحلل أمراض الدم (عادةً >110 fL). عند فحص لطاخة الدم المحيطي تحت المجهر، تظهر هذه الخلايا الكبيرة أكبر من كريات الدم الحمراء القياسية. ومن الجدير بالذكر أن كبر الخلايا هو سمة مورفولوجية شائعة في الدم المحيطي عند الأطفال حديثي الولادة. يمكن أن يشير وجود كبر الخلايا إلى مجموعة من الحالات، من الأمراض الحميدة القابلة للعلاج إلى الاضطرابات الكامنة الأكثر خطورة.